# Люк-Армо
Люк-Армо́ (фр. Luc-Armau) — коммуна во Франции, находится в регионе Аквитания. Департамент — Атлантические Пиренеи. Входит в состав кантона Тер-де-Люи и Кото-дю-Вик-Бий. Округ коммуны — По.
Код INSEE коммуны — 64356.

## География

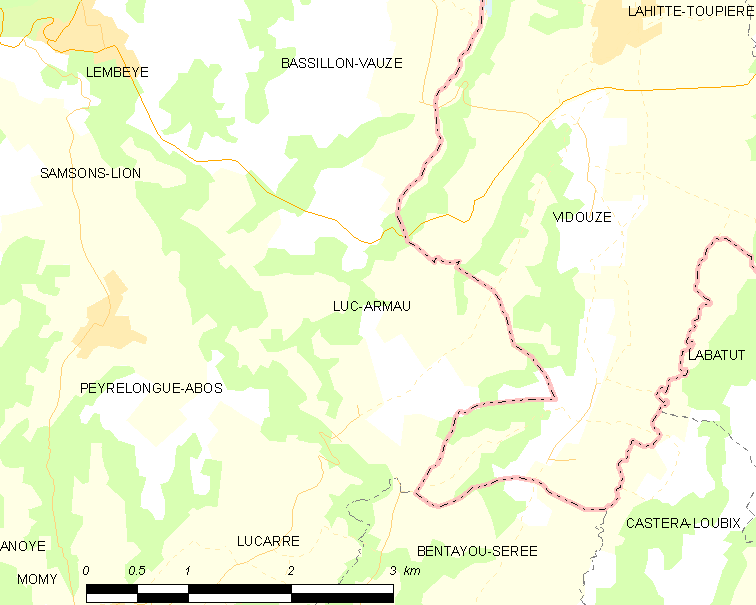
Карта коммуны

Коммуна расположена приблизительно в 640 км к югу от Парижа, в 165 км южнее Бордо, в 28 км к северо-востоку от По.
По территории коммуны протекает река Ларсис.

### Климат
Климат тёплый океанический. Зима мягкая, средняя температура января — от +5°С до +13°С, температуры ниже −10 °C бывают редко. Снег выпадает около 15 дней в году с ноября по апрель. Максимальная температура летом порядка 20-30 °C, выше 35 °C бывает очень редко. Количество осадков высокое, порядка 1100 мм в год. Характерна безветренная погода, сильные ветры очень редки.

## Население
Население коммуны на 2010 год составляло 112 человек.
| 1962 | 1968 | 1975 | 1982 | 1990 | 1999 | 2010 |
| ---- | ---- | ---- | ---- | ---- | ---- | ---- |
| 126  | 125  | 121  | 110  | 106  | 104  | 112  |

## Администрация
| Период | Период | Фамилия             | Партия                              | Примечания |
| ------ | ------ | ------------------- | ----------------------------------- | ---------- |
| 1983   | 1995   | Жан-Клод Марку-Суле | Французская коммунистическая партия |            |
| 1995   | 2008   | Жан Декспер         | Социалистическая партия             |            |
| 2008   | 2020   | Изабель Монтобан    |                                     |            |

## Экономика
В 2010 году среди 58 человек трудоспособного возраста (15-64 лет) 46 были экономически активными, 12 — неактивными (показатель активности — 79,3 %, в 1999 году было 64,1 %). Из 46 активных жителей работали 39 человек (23 мужчины и 16 женщин), безработных было 7 (4 мужчины и 3 женщины). Среди 12 неактивных 2 человека были учениками или студентами, 3 — пенсионерами, 7 были неактивными по другим причинам.

## Достопримечательности
- Церковь Св. Иоанна (XVII век)[4]
- Церковь Св. Власия (XVII век)[5]
- Замок Армо (XVII век)[6]

## Фотогалерея

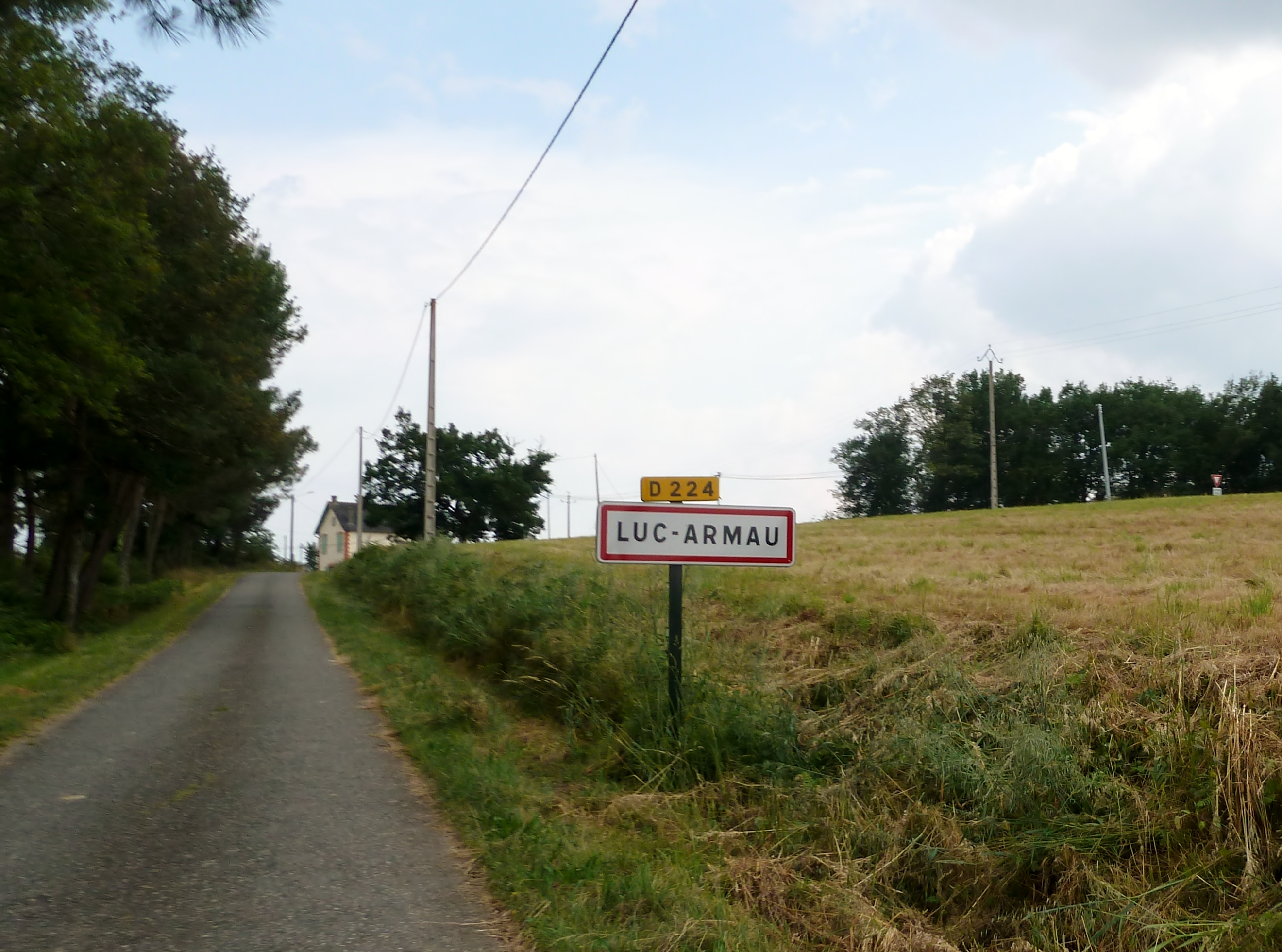
Въезд в Люк-Армо
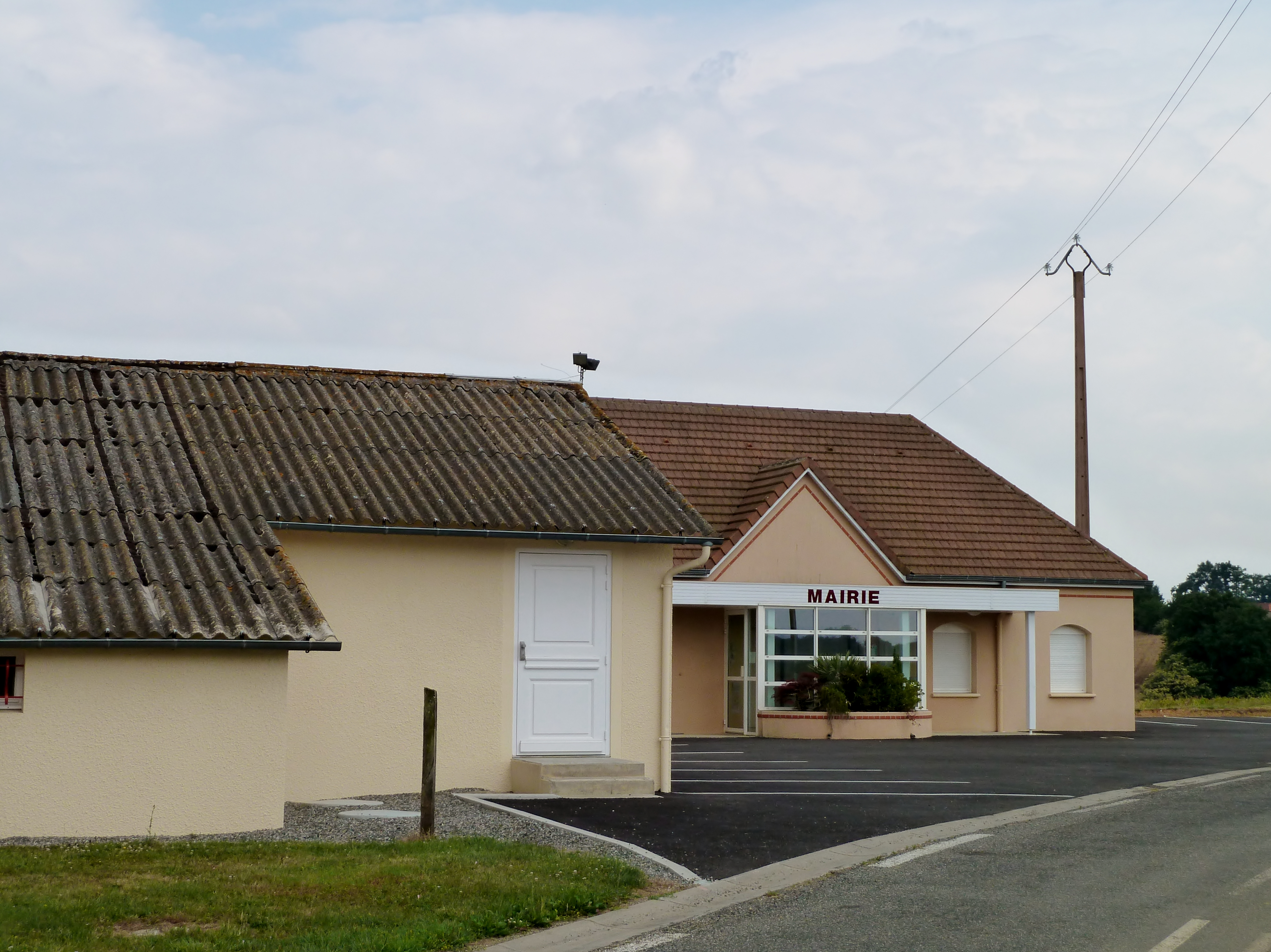
Мэрия
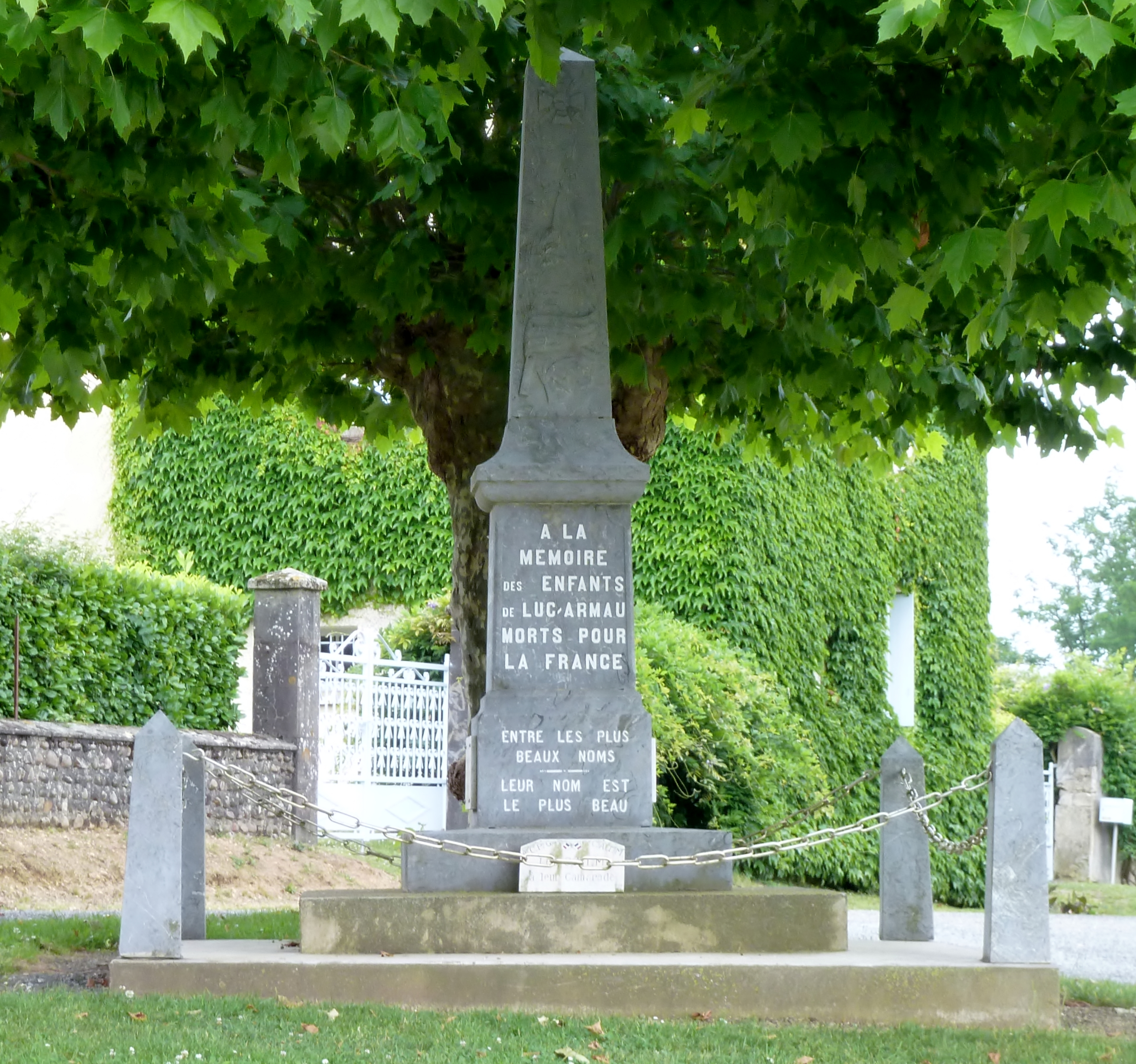
Военный мемориал